# Jos Heylen
Josephus (Jos) Ludovicus Maria Heylen (Herenthout, 19 december 1913 - Wiekevorst, 15 april 2011) was een Belgisch politicus voor het VNV en later de VU.

## Levensloop
Jos Heylen behoorde tot een Vlaams-nationalistische familie, en was de broer van Arthur Heylen. In januari 1941 werd hij lid van het VNV en werd in juni van dat jaar, buiten de raad tot oorlogsburgemeester van Herenthout benoemd na het ontslag van Eugeen Lemmens. In 1943 verkreeg hij waffenschein voor het dragen van een vuurwapen.
Hij leidde elke week de vergadering van de lokale VNV-afdeling. In het Vlaams Huis organiseerde hij tijdens de bezetting kameraadschapsavonden met Duitse soldaten. Hij voerde het woord op VNV-afdelingen in naburige gemeenten. Hij maakte propaganda voor het ronselen van oostfrontsoldaten en organiseerde steunactiviteiten voor oostfronters. Op een VNV-lijst stond hij vermeld als gewestleider, maar na de oorlog ontkende hij dit ooit geweest te zijn.
Op 18 september 1944 werd Heylen door het verzet van Wommelgem opgepakt. Naast de hierboven aangehaalde feiten, werd hij er ook van beschuldigd een lijst van 'ongure elementen' te hebben overgemaakt aan het Arbeidsambt, op het gemeentehuis het portret van de koning door dat van Staf De Clercq te hebben vervangen en het woord te hebben gevoerd op het feest bij de terugkeer van het oostfront van de SS'er Theunen. Heylen kwam vrij in januari 1946 en werd in 1947 veroordeeld tot een gevangenisstraf van twee jaar, die hij al had uitgezeten. 
Samen met zijn broer Arthur was hij in de jaren 1960 betrokken bij de stichting en de regionale uitbouw van de Volksunie (VU) in Herenthout en omliggende. Hij werd voorzitter van de plaatselijke Volksunie-afdeling en van 1968 tot 1977 was hij zelfs VU-provincieraadslid.
Toen hij op achtennegentigjarige leeftijd overleed, verbleef hij in Wiekevorst, in het RVT Sint-Jozef. Op zijn doodsbericht stond hij vermeld als 'ex-gemeenteraadslid, ex-provincieraadslid en lid van de Vlaamse Volksgepensioneerden in Geel'. Uit de doodsbrief is ook op te maken dat hij vrijgezel bleef.